# 江ノ島電気鉄道100形電車

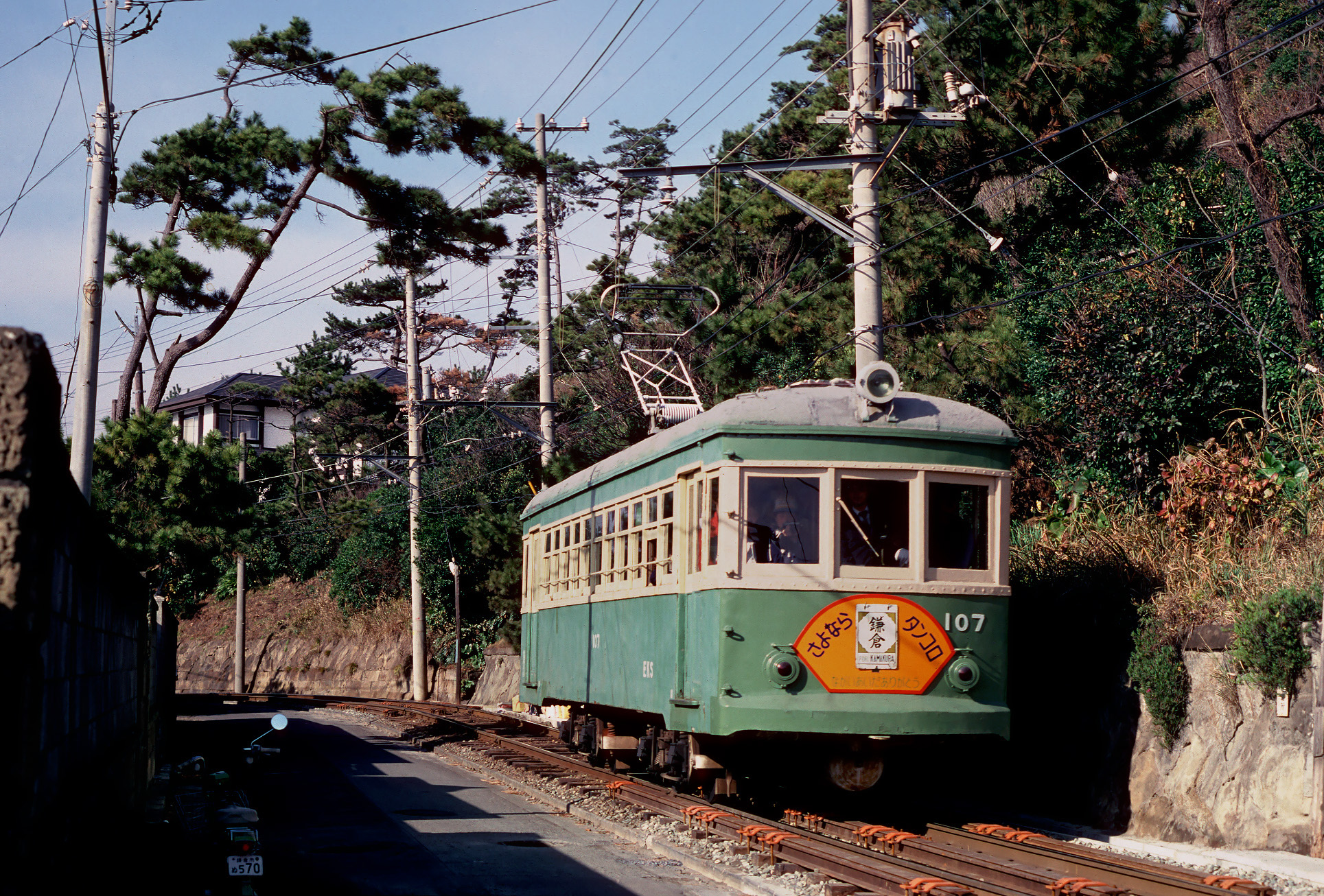
江ノ電100形107号（1980年12月26日撮影）

江ノ島電気鉄道100形電車（えのしまでんきてつどう100がたでんしゃ）は、江ノ島電気鉄道（現・江ノ島電鉄）が1929年から導入した電車である。
なお、本形式の最初の車両である101-104号車は江ノ島電鉄線の前運営会社である東京電燈が発注して1927年12月に入線していたが、運行開始は江ノ島電気鉄道（現・江ノ島電鉄）への事業譲渡後の1929年となったものである。また、本形式は製造年・製造所・導入経緯が細かく分かれており、それぞれ個別に101形、105形、106形、111形、113形 (初代)、113形 (2代)、115形、116形と呼称される場合もあるが、本稿では全て100形として記述する。
また、111・112号車の番号を有する納涼電車の車体については江ノ島電気鉄道200形電車の項にて記述する。
最後まで残った2両は1980年の営業運転終了まで単行（たんこう、1両編成）で運行されていたことから最末期にはタンコロの愛称が用いられた。

## 概要

### 導入経緯
江之島電氣鐵道により1902-10年に藤沢 - 鎌倉（当時は小町）間が開業した現在の江ノ島電鉄線は、1911年に横浜電気が買収して10月4日より江之島電気鉄道部が運営していたが、さらに同社が1921年5月1日に 東京電燈に買収されて横浜支社片瀬出張所が江之島線として運営している。なお、東京電燈は同様の経緯により、現在の群馬県前橋市、高崎市、渋川市などに前橋線・高崎線・伊香保線を取得しており、計4路線76.8 kmを運営していた。
この頃の江ノ島電鉄線はいずれも全長約7 m級の2軸単車の電車および付随車で運行されていたが、関東大震災後の復興も進んで年々輸送人員が増加しており、年間の輸送人員は1921年には161万3千人であったが1925年には268万8千人にまで増加していた。当時の同線は2軸単車の電車の増備が続けられて多客時には続行運転が行われていたが、さらなる輸送力の増強が計画されて1925年認可で旧腰越駅および稲村ヶ崎駅に交換設備が新設され、繁忙期においては10分間隔での運行を可能にしたほか、江ノ電初のボギー車を導入することとして雨宮製作所に4両85,040円で発注された車両が本項で記述する100形のうちの101-104号車である。なお、この車両は1929年12月に入線しているが、認可が得られるまでの間、極楽寺車庫に留置されている。
一方、昭和金融恐慌の影響により東京電燈は関連事業の整理をすることとなり、樺太（現・サハリン）など遠隔地の電力事業とともに付帯事業であるガスおよび鉄道事業も譲渡することとなり、前橋線・高崎線・伊香保線は1927年10月1日に東武鉄道に74万円で、江之島線は1928年7月1日に江ノ島電気鉄道（現・江ノ島電鉄）に150万円でそれぞれ事業譲渡されている。
東京電燈運営時に引続いて江ノ島電気鉄道でも輸送力増強計画が継続され、2軸単車の電車15両および付随客車8両、無蓋貨車2両とともに江ノ島電気鉄道へ譲渡された100形101-104号車は1929年3月9日に使用認可されて4月より運行を開始しているほか、実現はしていないが藤沢 - 片瀬および長谷 - 鎌倉間の複線化が計画され、1928年7月7日に認可申請を行っている。なお、100形の運行開始の遅延は、車両の大型化で支障する停留場ほかの施設の改良工事と、これに伴う既存車両のステップの改造の終了を待って本形式が認可されたためであり、また、車両番号は単車からの通し番号とせずに新たに形式を設けて100形としたものである。
さらに、1931年には増備車として105号車が川崎車輛（現・川崎重工業車両カンパニー）で、106-110号車が新潟鐵工所で製造されていずれも9月16日に認可を受け、運行に使用されている。101-104号車、105号車、106-110号車では車体の長さはほぼ同一であるが、車体幅・車体高さ等が異なるほか、ドアの構造や床面高さにも差異がある。
また、これらの新造されたグループだけでは二軸単車を代替するには車両数が不足するため、他社よりボギー車を譲受して100形111-117号車としている。内訳は1934-39年に西武鉄道から2両、目黒蒲田電鉄（現・東京急行電鉄）から2両、京王電気軌道（元・武蔵中央電気鉄道、現・京王電鉄）から1両をそれぞれ譲受したものと、東京横浜電鉄（現・東京急行電鉄）から車体を、京浜電鉄（現・京浜急行電鉄）から台車を購入して組み合わせた2両の計4種7両で、形態はさまざまであるがいずれも全長約11 m前後で、前後の車体端2箇所に乗降口を設けた構造となっている。
一方、第二次世界大戦後の1950年代始めに輸送力の増強と一部機材の近代化のため、東京都電より150形3両分および170形1両分の計4両分の車体と都電杉並線250形2両分の台車を譲受し、このうち150形2両分の車体と250形2台分の台車を組合わせた2両を1953年に100形としたほか、150形1両分の車体は木造車体であった100形112号車の車体と交換され、170形の車体は元納涼電車の200形202号車の車体と交換されている。

### 新造グループ
新造グループの車両は以下のとおり。
- 101-104号車：1927年に雨宮製作所で製造され、1929年4月より運行を開始している。
- 105号車：1931年に川崎車輛（現・川崎重工業車両カンパニー）で製造されている。
- 106-109号車：1931年に新潟鐵工所で製造されている。

### 譲受グループ
1934-39年に他社より譲受したグループの概要は以下の通り。
- 111-112号車：西武鉄道西武新宿軌道線の32・33号車[注釈 5][12]（1924年汽車製造（現・川崎重工業）製）を1934年7月12日認可で借用[8]し、翌1935年5月に譲受したもの。また、”通常車体”もしくは”普通車”と称されることがあるが、これは納涼電車として特殊構造の車体のみ製造された111・112号車が存在し、夏期には通常車体の111・112号車の台車を借用して運転していたためである。
- 113-114号車 (初代)：目黒蒲田電鉄のモハ15形15・16号車（元・池上電気鉄道甲号形デハ3・4号車、1922年5月日本電機車輌製[13]）について、1937年3月28日に認可[注釈 6][14]を受け、4月30日[注釈 7][14]に譲受している。この車両もまた”通常車体”もしくは”普通車”と称されることがあるが、これは上記の納涼電車の夏期における台車の借用元が1938年7月29日認可[15]で111・112号車から113-114号車 (初代)に変更されたためである。
- 115号車：1938年に京王電気軌道へ合併し、一部区間が京王八王子線となった[注釈 8]武蔵中央電気鉄道の1形6号車（1929年日本車輌製造製）を合併後の同年6月5日認可[15]で譲受したもの。
- 116-117号：東京横浜電鉄玉川線より車体更新によって余剰となった車体を、京浜電鉄から台車をそれぞれ譲受して組み合わせ、1939年より運行したもの。車体は東京横浜電鉄31号形（元・東急玉川線31号形、1925年日本車両製造/田中車輛製）を1939年に木造車体から半鋼製車体に改造して71号形（後の東京急行電鉄60形）とした際に余剰となった木造車体を譲受したもの。

第二次世界大戦後に東京都電より譲受した車体と台車を利用して100形としたグループは以下の通り。
- 113-114号車 (2代)：都電150形154 (2代)・155 (2代)号車（元王子電気軌道200形205・206号車[注釈 9][16]、1927年田中車輛製）の車体[注釈 10]と都電杉並線250形261・262号車（元・西武新宿軌道線の41・42号車、汽車会社製[17]）の台車を組み合わせて[18]100形に編入し、1953年から運行を開始したものであり、113-114号車 (初代)が廃車になった後に導入されているため、空き番号の 113-114号車 (2代)となっている。

## 車体・走行装置

### 新造グループ

#### 101-104号車
車体は半鋼製で全長（車体長）11,538 mm、全幅2,436 mm、車体幅2,336 mm、全高3,634 mm、屋根高3,345 mmとなっており、ウィンドウ・ヘッダーが設置されず、代わりに幕板が吹寄せ板に上から重ねられた形状であることが特徴となっている。前面はほぼ等幅の下降窓の3枚窓構成で中央の窓の上部に行先表示窓が設けられているほか、前照灯は正面下部中央に1基が設置され、車体下部にはバンパーと救助網がそれぞれ設置されている。側面は側面は窓扉配置1D11D1、乗降扉は車体端側に引込まれる幅914 mmの2枚片引戸、窓は運転室横の戸袋窓は固定式、その他は幅610 mm、高さ810 mmの1段下降式となっている。また、屋根上には両端に集電用のトロリーポールと、ガーランド式の通風器が片側4個ずつ2列で配置されている。
室内は平床式の構造となっており、乗降扉下部には1段のステップが設置されている。座席は乗降扉間にロングシートを配置している。また、運転室は中央部に運転台が設置され、運転室と客室の間は中央部に簡単な仕切りが設置されるのみとなっている。
主制御器は直接制御式抵抗制御となっている。台車は鋳鋼製台枠の雨宮製作所製ボールドウィン系のもので、枕ばねは重ね板ばね、軸ばねはコイルばね、固定軸距は1,475 mm、車輪径は685 mmとなっており、台車中心間距離4,879 mmで装備されている。主電動機は2基を搭載しており、各台車内側の動輪の外側に吊り掛け駆動方式で装荷されている。

#### 105号車
車体は半鋼製の全長（車体長）10,600 mm、車体幅2,200 mm、全高3,410 mmとなっており、101-104号車より全長で1,000 mm、車体幅で136 mm小さくなっている。前面はほぼ等幅の下降窓の3枚窓構成で中央の窓の上部に行先表示窓が設けられている。また、前照灯は正面下部中央に1基が設置されてその右側に尾灯が設置され、車体下部にはバンパーと救助網がそれぞれ設置されている。側面は側面は窓扉配置1D10D1、乗降扉は車体中央側に引込まれる1枚片引戸、窓は戸袋窓は固定式、その他は1段下降式となっている。また、屋根上には両端に集電用のトロリーポールと、ガーランド式の通風器が片側4個ずつ2列で配置されている。
室内は平床式の構造となっており、他の車両は乗降口下部にステップが設けられて乗降扉と戸袋部の側板が下がっている形態であるが、105号車はステップは車体下部に外付の折畳式のものが設置され、車体裾部が一直線となっていることが特徴となっている。なお、折畳式のステップは当初1段、その後1936年に2段のものに改造されているが、1940年までの間に乗降口にステップを設置して乗降扉と車体の扉および戸袋部を下側に延長している。また、座席は乗降扉間にロングシートを配置しており、運転室は中央部に運転台が設置され、運転室と客室の間は中央部に簡単な仕切りが設置されるのみとなっている。
主制御器は直接制御式のもの、台車は鋳鋼製台枠のもので、枕ばねは重ね板ばね、軸ばねはコイルばねとなっている。主電動機は2基を搭載しており、各台車内側の動輪の外側に吊り掛け駆動方式で装荷されている。

#### 106-110号車
車体は半鋼製で全長（車体長）11,600 mm、全幅2,286 mm、車体幅2,156 mm、全高3,428 mm、屋根高3,145 mmとなっており、101-104号車のものより車体幅で180 mm、屋根高で489 mm小さくなっている。前面はほぼ等幅の下降窓の3枚窓構成で、106-108号車は中央の窓の上部、109-110号車は左側の窓の上部に行先表示窓が設けられている。また、前照灯は正面下部中央に1基が設置され、車体下部にはバンパーと救助網がそれぞれ設置されている。側面は側面は窓扉配置1D11D1、乗降扉は車体端側に引込まれる幅920 mmの2枚片引戸、窓は運転室横の戸袋窓は固定式、その他は下降上昇式の2段窓で高さは760 mmとなっている。また、屋根上には両端に集電用のトロリーポールと、ガーランド式の通風器が片側4個ずつ2列で配置されている。
室内は車体端の運転台および乗降口部の台枠・床面が低い低床式の構造となっており、この部分はレール面上760 mmの客室部分とは差があってスロープで接続されているほか、乗降扉下部には1段のステップが設置されている。座席は乗降扉間にロングシートを配置している。また、運転室は中央部に運転台が設置され、運転室と客室の間は中央部に簡単な仕切りが設置されるのみとなっている。
主制御器は直接制御式抵抗制御となっている。台車は新潟鉄工所製で板台枠のボールドウィン系NDE-1で、枕ばねは重ね板ばね、軸ばねはコイルばね、固定軸距は1,470 mm、車輪径は762 mmとなっており、台車中心間距離4,575 mmで装備されており、101-104号車より車体オーバーハングが長くなっている。主電動機は2基を搭載しており、各台車内側の動輪の外側に吊り掛け駆動方式で装荷されている。

### 譲受グループ

#### 111-112号車
ベースとなった西武鉄道新宿軌道線の32・33号車はベスチビュール(前面窓)付オープンデッキの木造車体で屋根はシングルルーフ、前面は丸妻の3枚窓で中央の窓が幅広のものであり、側面窓のうち乗降口横のものが丸窓であることが特徴であったが、譲渡にあたり外板腰板を鋼板張りとしている。
その後1940年に車体幅を拡幅するとともに乗降口に2枚引戸と戸袋・戸袋窓を設置し、前面を平妻の3枚窓とし、側面窓配置は同一であるが、窓を1枚下降式から下段上昇式の2段窓に改造している。また、車体前面中央の窓の上部に行先表示窓を設け、正面には下半部中央に前照灯が、下部にはバンパーと救助網がそれぞれ設置されている。側面は窓扉配置1D1 2×5 1D1で乗降扉は車体端側に引込まれる2枚片引戸となっている。また、屋根上には両端に集電用のトロリーポールが、ダブルルーフの段差部分に小型のガーランド式の通風器が片側4基ずつ左右2列に配置されている。
室内は車体端の乗降デッキ部の台枠・床面が低い低床式の構造となってこの部分のみ側面窓・前面窓も低い位置に設置されており、客室部分と段差があるほか、乗降扉下部にはステップが設置されている。室内は乗降扉間にロングシートを配置しているほか、乗降デッキ部の中央に運転台が設置されている。
主制御器は直接制御式抵抗制御となっている。台車は鋳鋼製台枠のブリル76Eで枕ばねは重ね板ばね、軸ばねはコイルばね、固定軸距は1,475 mm、車輪径は840 mmとなっている。主電動機は2基を搭載しており、各台車内側の動輪の外側に吊り掛け駆動方式で装荷されている。

#### 113-114 (初代)号車
ベースとなった目黒蒲田電鉄モハ15・16号車は木造車体・平床の鉄道線用車両であり、屋根は明取窓が4か所設けられたダブルルーフ、前面は丸妻の3枚窓、側面窓扉配置はD10Dで、車体長10,360 mm、車体幅2,210 mm、屋根高3,630 mm、床面高1,070 mmであった。譲渡にあたっては乗降口にステップを設置して乗降扉と車体の扉および戸袋部を下側に延長し、正面は緩衝器を撤去して車体下部にバンパーと救助網を、中央の窓上部に行先表示窓をそれぞれ設置し、屋根上にはトロリーポールとパンタグラフが各1基搭載されていたものをトロリーポール2基に、通風器をダブルルーフの段差部に片側4基設置されたトルペード式からガーランド式のものに換装している。また、乗降扉は車体中央側に引き込まれる1枚片引き戸で側面窓は戸袋窓は固定式、その他は1段下降窓で外側に保護棒を設けている。
室内は平床構造となっており、座席は乗降扉間にロングシートを配置している。また、運転室は中央部に運転台が設置され、車体端に乗降扉があるため幅の狭いものとなっている。
目黒蒲田電鉄が保有していた際には主制御装置は直接制御方式の東洋電機製造製で直並列制御・発電ブレーキ付の直接制御器、主電動機は同じく東洋電機製造製で定格出力50 kWの直流直巻電動機を2基搭載し、空気ブレーキ装置はクノールブレムゼ製の直通ブレーキとなっている。また、台車はブリル系であるが東洋車輌製で鋼材組立式の村田式と呼ばれるもので、枕ばねはコイルばね4本並列でうち外側の2本がまくらばね受台吊りとともに前後方向に傾いたもの、軸ばねはコイルばね、固定軸距は1,370 mm、車輪径は860 mmとなっており、台車中心間距離6,100 mmで装備されている。主電動機は各台車内側の動輪の外側に吊り掛け駆動方式で装荷されている。

#### 115号車
車体は半鋼製のもので、武蔵中央電気鉄道が保有していた際には全長11,125 mm、全幅2,248 mm、車体幅2,118 mm、全高3,560 mmであり、譲受にあたり基本的な部分はそのまま使用されている。車体前面は丸妻、ほぼ等幅の下降窓の3枚窓構成で、中央の窓の上部には行先表示窓が設けられている。また、前照灯は正面下半部中央に1基が設置され、正面窓上部右側に尾灯が、正面下部にはバンパーと救助網がそれぞれ設置されている。側面は側面は窓扉配置1D11D1、乗降扉は車体端側に引込まれる1枚片引戸、窓は運転室横の戸袋窓は固定式、その他は1段下降窓となっている。また、屋根上には両端に集電用のトロリーポールが配置されている。
室内は乗降扉下部にステップを設けた構造となっており、座席は乗降扉間にロングシートを配置しているが、車体幅が狭いために千鳥配置となっている。また、運転室は中央部に運転台が設置され、運転室と客室の間は中央部に簡単な仕切りが設置されるのみとなっている。
武蔵中央電気鉄道が保有していた際には主制御装置は日立製作所製DR直接制御器、主電動機は定格出力26.25 kWの直流直巻電動機を2基搭載し、空気ブレーキ装置は三菱電機製のSM-3直通ブレーキとなっている。また、台車は鋳鋼製台枠の日本車輌製造C形で、枕ばねは重ね板ばね、軸ばねはコイルばね、固定軸距は1,372 mm、車輪径は660 mmとなっている。主電動機は各台車内側の動輪の外側に吊り掛け駆動方式で装荷されている。

#### 116-117号車
ベースとなった東京横浜電鉄31号形はベスチビュール(前面窓)付のオープンデッキで屋根は明取窓のないダブルルーフ、前面は丸妻の3枚窓で上端部は緩い曲線状であったが、譲渡にあたり乗降口に2枚引戸と戸袋・戸袋窓を設置し、前面を平妻の3枚窓で上端部を直線状のものに改造している。
車体は木造で全長（車体長）11,886 mm、車体幅2,248 mm、全高3,719 mm、屋根高3,394 mmとなっている。車体前面はほぼ等幅の下降窓の3枚窓構成で、中央の窓の上部に行先表示窓を設けている。また、前照灯は正面下半部中央に1基が設置されてその右側に尾灯が、正面下部にはバンパーがそれぞれ設置されており、前面のみ鋼板張りとなっている。側面は窓扉配置1D 3×4 D1で側面窓は戸袋窓は固定式、その他は1段下降窓となっている。乗降扉は幅800 mmで車体端側に引込まれる2枚片引戸であるが、117号車は1950年前後に1枚片引戸に改造されている。また、屋根上には両端に集電用のトロリーポールが、ダブルルーフの段差部分に小型のガーランド式の通風器が片側4基ずつ左右2列に配置されている。
室内は乗降扉下部に2段のステップを設けた構造となっており、座席は乗降扉間にロングシートを配置している。また、運転室は中央部に運転台が設置され、運転室と客室の間は中央部に簡単な仕切りが設置されるのみとなっている。
主制御器は直接制御式抵抗制御となっている。台車は鋳鋼製台枠のブリル27GEで枕ばねは重ね板ばねとコイルばねの組合わせ、軸ばねはコイルばね、固定軸距は1,475 mm、車輪径は840 mmとなっており、台車中心間距離5,706 mmで装備されている。主電動機は2基を搭載しており、各台車内側の動輪の外側に吊り掛け駆動方式で装荷されている。

#### 113-114 (2代)号車
車体は半鋼製で車体幅は2,248 mm、正面は丸妻の3枚窓、側面は窓扉配置1D11D1であり、譲受にあたり基本的な部分はそのまま使用されている。車体前面は各窓634 mm幅の3枚窓構成で、前照灯は正面上部の屋根上に流線形のもの1基が埋込み式に設置されており、正面下部にはバンパーが、その上部左右に丸型の尾灯が、中央には縦長の行先表示板掛けが設置されている。側面は乗降扉は幅794 mmで車体端側に引込まれる1枚片引戸、窓は運転室横の戸袋窓は幅596 mmの固定式、その他は幅634 mm 1段下降窓で外側に保護棒が設けられている。また、屋根上には両端に集電用のトロリーポールと、小型のトルペード式の通風器が片側2基ずつ2列に配置されている。
室内は車体端の運転台および乗降口部の台枠・床面が低い低床式の構造となっており、この部分の床面高さはレール面上961 mmで、高さ1,015 mmの客室部分とは54 mmの差があってスロープで接続されているほか、乗降扉下部にはステップが設置されている。座席は乗降扉間にロングシートを配置している。また、運転室は中央部に運転台が設置され、運転室と客室の間は中央部に簡単な仕切りが設置されるのみとなっている。
主制御器は直接制御式抵抗制御となっている。台車は汽車会社製ボールドウィン系の板台枠のもので、枕ばねは重ね板ばね、軸ばねはコイルばね、固定軸距は1,473 mm、車輪径は838 mmとなっている。主電動機は2基を搭載しており、動輪の外側に吊り掛け駆動方式で装荷されている。

## 遍歴

### 運行開始後

#### 1940-50年代頃
江ノ島電気鉄道は軌道法に基づく軌道線であったが、1944年7月に運輸省と内務省が江ノ島電気鉄道を含む全国の多数の路線に軌道から地方鉄道に変更するように要請したことを受け、同年8月15日に地方鉄道法に基づく鉄道線への変更に関する許可申請を行い、11月18日に許可を得ており、あわせて承認を願い出ていた、地方鉄道法に合致しない車両・線路などの特別設計・建築限界支障箇所についての許可を得て、1945年11月27日より地方鉄道に変更されている。
100形101-110・115・116-117号車などについてもこれと前後して、1950年代初め頃までの間に前面下部の救助網の撤去、前照灯の前面下部中央から屋根上への移設、尾灯の装備などの改造を実施している。尾灯は以前より一部車両で前面下部の前照灯横に装備している車両もあったが、戦後間もない頃のため、車外乗車対策として尾灯を前面下部の床下に設置している。また、戦中・戦後の混乱期における車両不足と乗客の増加に対応するため、座席を削減して収容量の増加を図っている。
木造車体の車両は116・117号車を除き廃車もしくは半鋼製車体への交換を行っており、113 (初代)号車は1948年に、114 (初代)号車は1949年にそれぞれ廃車となっている。また、111号車は1948年3月22日届出で廃車となっており、廃車時には前照灯は前面窓下部中央の配置ままで、行先表示窓も存置されていた。また、同車のブリル76E2台車は廃車後に115号車が装備して同車の車体高が高くなっており、115号車が装備していたボールドウィン系の日車C形は1949年に113号車の車番を持つ納涼電車の車体を通常車体に改造して201 (初代)号車に改造する際に使用されている。
一方、111号車と同型の112号車は1952年12月より休車となった後、翌1953年に車体を半鋼製のものに交換している。上記のとおり東京都電より譲受した150形3両分および170形1両分の計4両分の車体と都電杉並線250形2両分の台車のうち、150形1両分の車体が1953年8月30日付で112号車の木造車体と交換されている。交換後の車体は側面の窓扉配置は1D11D1、乗降扉は車体端側に開く1枚引戸で、屋根上中央に半埋込み式で流線形の前照灯を、前面下部左右に当時の標準の半埋込式の丸型尾灯を装備するなど、113 (2代)・114 (2代)号車と類似の仕様となっているが、両車の窓が下降窓のままであったのに対し、112号車は側面窓と前面窓のうち左右のものが下段上昇式の2段窓に改造されている。
なお、この間の1949年8月1日には江ノ島電気鉄道から江ノ島鎌倉観光株式会社に商号を変更している。

#### 1950年代
プラットホームの嵩上げと乗降口ステップの撤去
1950年代に入った後も、多客時に実施されていた特殊続行運転が定時運行を妨げていたほか、日坂駅が併用軌道上にあったため各駅ともプラットホームの高さが低く、各車とも乗降扉はステップ付のままであり、地方鉄道法適用の要件でもあった併用軌道の解消も課題となっていた。
そのため、同社は1953年に鉄道の近代化のための「改善3か年計画」を制定し、これを同年より実行に移している。この計画に基づき、腰越-七里ヶ浜間の併用軌道の専用軌道化、これに伴うプラットホームの嵩上げが1955年3月から7月30日にかけて実施されている。
これに合わせて車両の乗降用ステップの解消のための改造が1955年3月22日認可で実施されることとなり、100形においても当時運行されていたうちの101-110・112・113 (2代)-114 (2代)・116-117号車の15両がドアを改造してステップを撤去している。なお、低床式で車内客室部と運転室・出入口部の間に床面高さの差があった106-110・113 (2代)-114 (2代)号車などについては、この部分はそのままとなっている。
一方で、この際にステップ改造工事の対象外となった115号車が1956年に運行を終了し、翌1957年4月2日届出で廃車となっている。なお、115号車が当時装備していたブリル76E2台車は1955年に200形202号車を連結化改造した際に交換され、同車が1949年に納涼電車から一般車両に改造された際に装備したものである静岡鉄道から購入した日車A形となっており、一方で200形連結車となった112号車と202号車の台車がブリル76E2に揃えられている。
連結車・連接車への改造
上記「改善3か年計画」では車両の連結もしくは連接化での1車両あたりの輸送力増による特殊続行運転の削減とそのための変電所容量の増強、電気連動式信号機の新設による保安度向上などが実施されている。これにより、100形については、半鋼製車体の101-104・106・109・112・113 (2代)-114 (2代)の9両がこの計画およびそれ以降導入された連結車・連接車に改造され、105・107-108・110号車の4両が100形のまま継続使用となっている。連結車・連接車への改造は以下の通り。
- 1953年に車体を半鋼製のものに交換していた112号車は、202号車とともに東洋工機で200形連結車に改造されて1955年12月23日に入線し、1956年1月1日より運行を開始しており、その後6月21日に112号車は201 (2代)号車に改番となっている[36]。なお、前述のとおり、この改造で202号車の台車が115号車の台車と交換されて112・202号車ともブリル76E2となっている。

- 同じく1956年には113 (2代)・114 (2代)が東洋工機で江ノ島鎌倉観光では初となる連接車である300形301編成に改造され、同年4月6日認可、4月8日より運行を開始[34][37]している。また、2両4台車から2車体3台車に改造した際に余剰となった汽車会社製ボールドウィン系台車1基は同年7月8日より運行を開始した500形501編成に転用されている[18][注釈 22]。なお、連結車の試作車である上記200形201編成と、連接車の試作車である300形301編成の比較などの結果、その後の増備は運行上利点が多いとされて研究が進められていた[36]連接車とすることとなり、1955年秋から東洋工機とともに開発が進められていた[37]500形501編成についても、『江ノ電の100年』では「連結車の実用試験に加えて、運輸部工事課が中心となって精力的に進めた研究の結果、連接車の方が当社路線に適しているとの見解が示され、301号車と同時に開発していた新造車にも連接構造を採用することにした。」とされている。

- 1957年には101-104号車が同時に300形に改造され、101・102号車が302編成、103・104号車が303編成となっていずれも同年4月3日付で認可[35]され、302編成は4月5日、303編成は4月6日[33]より運行を開始している[注釈 23]。なお、当時の300形は2車体とも同一番号とされており、書類上は102・104号車が4月2日届出で廃車[35]となっている。

- 1958年には106・109号車が300形304編成に改造されて3月28日付で認可、4月15日より運行を開始しており[38]おり、書類上は4月15日届出で109号車が廃車[38]となっている。なお、改造に当たっては台車をボールドウィン系の新潟鉄工所製NDE-1から200形201編成のブリル76E2を改造したもの変更[39]している。また、301-303編成においては100形の車体をそのまま改造していたが、304編成では車体は台枠を残して一旦解体されて再構築されており、車体幅は2,156 mmから2,400 mmに拡幅されて台枠から車体が張り出した構造となっているほか、車端部が低床式で客室からスロープで接続されていたものが平床式に改造され、屋根は木製から鋼製の張上げ屋根になって屋根高は3,145 mmから3,390 mmとなっている。

また、木造車体の116・117号車の2両は連結車・連接車への改造が実施されず、117号車は1956年に運行を終了して翌1957年3月13日に廃車となり、116号車は1958年に運行を終了して江ノ島駅構内に留置され、1960年6月1日届出で廃車となっている。なお、117号車のブリル27GE台車は500形502編成に改造の上で転用されている。

#### 1960年代
集電装置の変更
100形に使用されていたトロリーポールは、線路の分岐や曲線の通過時に離線防止のために車掌がこれを支えなければならないなど取扱上問題が多かったため、江ノ島鎌倉観光では1964年2月より順次トロリーポールから、1955年に主に路面電車用として開発されたZパンタグラフに換装している。100形においても当時使用されていた105・107・108・110号車について屋根上両端のトロリーポールを撤去し、藤沢方にこれを1基搭載している。なお、同社では菱形パンタグラフ化を予定していたが、経済的な理由とトロリーポールからの換装の容易さを考慮して一旦はZパンタグラフとしたものである。

#### 1970-80年代
特殊続行運転の廃止と連接車重連運転の開始
300形のうち、1958、60年から運行を開始した304・305編成は導入当初より重連運転が可能な構造であったが、プラットホームの延長などの準備が整わなかったため、導入後しばらくは多客時には300・500形の列車に100形を主として一部運行では300・500形が続く続行運転で引続き運行されていた。その後、1971年にはプラットホームの延長や重連運転開始により不足する車両の補充のための600形および800形の導入などの準備が整い、輸送力増強と保安度の向上のための特殊続行運転が同年6月20日に廃止され、翌6月21日から連接車2編成での重連運転が開始されている。
これにより、100形は続行運転での運行がなくなり、江ノ島留置車両の入替えを兼ねた運行と、極楽寺駅で列車が2両編成から4両編成へ車両交換する際のツナギの運用で使用されるのみとなり、基本的に藤沢駅には入らなくなった。また、この際に600形601編成に主電動機を転用した110号車が1970年9月から休車となっており、同様に105号車は1974年の藤沢駅高架化に伴う600形出力増強の際に主電動機を転用して1973年3月から休車とされ、極楽寺検車区内で倉庫として利用されていたが、1979年9月19日届出で105・110号車ともに廃車となり、解体されている。
100形による運行の終了
1970年代の江ノ島鎌倉観光では車両をはじめとする設備の老朽化と旅客サービスの低下が問題となっていた。そのため、1976年度に策定された1976-80年の長期計画期間中の1976年6月に設置された「鉄道改良技術委員会」や1979年6月11日に設置された「運転事故防止委員会」において自動列車停止装置の導入が研究され、導入が決定している。これに際し、連結運転ができないために輸送力の小さい100形107・108号車への車上装置の設置は見送られ、自動列車停止装置の導入に合わせて廃車となることとなっている。
その後1980年12月に極楽寺駅でのホーム長が6両対応となって4両編成と2両編成が同一ホームで車両交換できるようになったことから100形の定期運行は終了し、12月21日から28日の間の”さよなら運転”をもって営業運転を終了している。これに伴い翌1981年1月23日より自動列車停止装置が使用開始されている。
その後しばらく存置されていた107・108号車は1982年1月11日届出で廃車となっている。なお、営業運転最終期からは、1両（単行）で使用される運行形態から「タンコロ」として親しまれるようになっている。
108号車最終時の状態における主要諸元は以下の通りとなっている。
- 全長×全幅×全高：11,600×2,338×3,970 mm
- 自重：16.8 t
- 定員：70名（うち座席33名）
- 台車：新潟鐵工所製NDE-1
- 主電動機：OCM110直流直巻整流子電動機×2基、定格出力37.3 kW、歯車比4.19
- 主制御装置：東洋電機製造製DB-1直接制御式
- ブレーキ装置：SM-3直通ブレーキ
- 電動空気圧縮機：DH-16×1台

### 廃車・譲渡など

#### 新造グループ
- 101-104号車：1957年に連接車の101・102号車が300形302編成、103・104号車が303編成に改造される。書類上は101と103を改造した扱いのため、同年4月2日に102・104号車を廃車。302編成は1998年に、303編成は2008年に廃車。
- 105号車：1973年3月から休車、1979年9月19日廃車。主電動機は600形601編成に転用。
- 106・109号車：1958年に連接車の300形304編成に改造。書類上は106の車籍を引き継ぎ、同年4月15日に109号車を廃車。304編成は2005年に廃車。
- 107・108号車：1980年に運行終了、1981年廃車。107号車は鎌倉市に譲渡後に静態保存され、108号車は極楽寺検車区内で動態保存（後述）。
- 110号車：1970年9月から休車、1979年9月19日廃車。主電動機は600形601編成に転用。

#### 譲受グループ
- 111号車：1948年に廃車。台車は115号車に転用。
- 112号車：1956年に連結車に改造され200形201 (2代)号車となる。その後1968年に連接車の300形306号車に改造、1991年に廃車。
- 113 (初代)号車・114 (初代)号車：113 (初代)号車は1948年、114 (初代)号車は1949年に廃車。2両とも1949「年に北陸鉄道へ譲渡[51]されてバンパーと乗降口のステップを撤去するなどの改造を行い、当初はモハ701・702号車、後にモハ801・802号車となって[19]松金線で使用されている。モハ801号車は1952年2月22日に、モハ802号車は1955年に廃車となっている。
- 115号車：1956年に廃車。車体幅が狭かったため狭軌鉄道の栃尾電鉄（後の越後交通栃尾線）に譲渡されホハ23号車となる。その後クハ101形101号車→ホハ23号車→クハ111形111号車となり、1975年に廃車となっている。詳細については「越後交通栃尾線#客車」および「武蔵中央電気鉄道1形電車#江ノ島電気鉄道」を参照。
- 116号車：1958年に運行終了、 1960年6月1日廃車。
- 117号車：1956年に運行終了、 1957年3月13日に廃車。台車は500形502編成へ転用。
- 113号車 (2代)・114号車 (2代)：1956年に連接車の300形301編成に改造、1992年に廃車。また、台車のうち1基は500形501編成へ転用。

## 保存車
| 江ノ電100形107号 |  | 江ノ電100形108号 |
| 江ノ電100形107号 |  | 江ノ電100形108号 |

### 107・108号車
108号車は極楽寺駅近くの極楽寺検車区構内にある専用の保管庫に納められて、動態保存されている。イベントなどで走行することがあるが、車籍がない上、ATSが搭載されていないため、一般客を乗せる営業運転などはできない。引退後の一時期は江ノ島駅構内に留置されていた。
また、107号車は1982年1月16日に鎌倉市に寄贈され、集電装置をトロリーポールに復元した上で、1984年4月から鎌倉市由比ヶ浜の鎌倉海浜公園（由比ヶ浜地区）で保存され、日中は車内に入ることもできる。長らく車体の整備が行われず、金属部分に錆が生じるなど状態はやや悪かったが、2009年に修繕が行われている。1963年に公開された映画「天国と地獄」（後述）ではこの107号の走行シーンがある。
108号はテレビ番組で江ノ電が取り上げられると登場するシーンも多く、日本テレビ系「ザ!鉄腕!DASH!!」の企画「電池で電車は動くか？」では実験に使われ、乾電池だけで数メートル動いている。また、2015年5月23日放映の「ブラタモリ」(NHK総合)では、タモリを乗せて構内を走行している。

### その他
111・112号車が当初装備していた台車で、その後115号車、200形201・202号車を経て300形304編成が装備していたブリル76E2は、1991年に同編成が駆動装置および台車を交換した際に使用されなくなっている。この旧台車3基のうち、電動台車2基は電装解除の上、黄色く塗装され検車区内の検修用仮台車となり、残る中間台車1基は元を辿れば米国ブリル型の希少な型式であったことから、アメリカ・カリフォルニア州のウエスタン鉄道博物館に譲渡されて保存されており、見学もできる。
113 (2代)・114 (2代)が当初装備していた台車で、その後300形301編成が装備した汽車会社製のボールドウィン系台車のうちの連接台車と思われる台車が極楽寺検車区で仮台車として使用されている。
元115号車で、最終的に越後交通栃尾線のクハ111形111号車となって1975年3月の栃尾線全線廃止まで使用されていた車両は、廃止後に新潟県見附市坂井町で1980年代まで静態保存されている。
元101・102号車である300形302編成は、1998年に廃車となった後、山梨県南巨摩郡のキャンプ場に引き取られ、編成ごと「江ノ電バンガロー」の名で利用されている。
1963年に公開された映画「天国と地獄」では犯人からの電話の音声を分析中に100形の走行音とトロリーポールが架線を擦る音の存在に気付いて犯人のアジト（極楽寺駅付近）を見つける手掛かりとなった。また犯人のアジト捜索中には腰越付近を走行する107号が映っている。